# The North Avenue Irregulars
Los aficionados de North Avenue es una comedia del género policíaco de 1979 producida por Walt Disney Pictures, distribuida por Buena Vista Pictures Distribution y protagonizada por Edward Herrmann, Barbara Harris, Karen Valentine y Susan Clark. Don Tait escribió el guion, en parte inspirado en las memorias del reverendo Albert Fay Hill, The North Avenue Irregulars, quien en la década de 1960 combatió al crimen organizado en New Rochelle (estado de Nueva York). Se estrenó en Reino Unido como Hill's Angels.

## Argumento
El reverendo Michael Hill (Edward Herrmann) llega junto con sus dos hijos a un pueblo ficticio en California, como el nuevo ministro de la iglesia presbiteriana de North Avenue. La secretaria y directora musical de esta iglesia, Anne (Susan Clark), no se fía de los cambios que Hill tiene intención de llevar a cabo. Hill quiere involucrar a la gente, y pide a Rose Rafferty (Patsy Kelly, en su último papel de cine) que se encargue del fondo de amortización de la iglesia. 
En su primer domingo, Hill se entera por parte de la Sra. Rafferty de que su marido, Delaney (Douglas Fowley), apostó todo el dinero del fondo de amortización en una carrera de caballos. Hill da un sermón de manera acelerada de unos quince segundos, y acompaña a la Sra. Rafferty fuera de la iglesia mientras los fieles observan con asombro. Esta lo conduce hacia el corredor de apuestas, escondido detrás de una tintorería, y se encuentra con Harry, alias el Sombrero, (Alan Hale, Jr.) que recomienda a Hill que deje correr la apuesta en las carreras. El caballo de Hill pierde y lo echan del salón de apuestas. Hill llama a la policía, pero se ha eliminado de manera eficaz la amonestación.
Esa misma tarde, Hill da un sermón en contra de la delincuencia organizada de la ciudad durante un programa de la televisión local. Debido a esto, los superiores del consistorio le llaman la atención y le ordenan que vaya para aumentar la cantidad de feligreses en la zona. En cambio, su único éxito es con una banda de rock llamada Tarta de fresa, que Hill contrata para “animar” la música de la iglesia; a consecuencia de ello, Anne dimite de su cargo como directora de música. Entonces, llegan dos agentes del Tesoro del gobierno de EE. UU.: Marvin Fogleman (Michael Constantine) y Tom Voohries (Steven Franken). Estos agentes quieren que Hill les ayude a cerrar las casas de apuestas ilegales, mediante el reclutamiento de algunos hombres de la iglesia para realizar apuestas que los agentes vigilarán. Como no encuentra a ningún hombre, se le ocurre la idea de buscar mujeres. Cinco mujeres de su congregación (y Delany cuya mujer no conduce) intentarán hacer apuestas en compañía de los agentes del Tesoro, pero con una torpeza desastrosa.
El equipo cambia de táctica para intentar ir tras el “banco” que los gánsters utilizan. Deciden seguir deliberadamente a los repartidores de la mafia de entre la multitud por todo el pueblo, mientras Hill se coordina usando un mapa en la oficina la iglesia.  Poco después, dos gánsters aparecen en la iglesia durante la misa e identifican a la mujer. 
Anne descubre la operación, incluso cuando Hill defiende que los Aficionados mantienen a los gánsters confusos . Anne renuncia al puesto de secretaria, y poco después, los gánsters bombardean la iglesia.
Hill entra en shock tras el ataque de los gánsters y parece estar listo a darse por vencido, pero para su sorpresa, Anne quiere unirse a la lucha. Así lo hacen, continúan golpeando los movimientos que los gánsters llevan a cabo por todo el pueblo. Mientras tanto, a Hill le llega el rumor de que el púlpito se ha quedado vacío y se suspenderá a North Avenue como entidad eclesial. 
El Dr. Victor Fulton (Herb Voland), un representante de la casa parroquial, llega para debatir el cierre con Hill. Anne recoge a otros dos representantes de la casa parroquial en el aeropuerto, pero mientras los lleva a la iglesia, reconoce uno de los mensajeros de la mafia y se da cuenta de que podría encontrar el banco. Sigue al mensajero hasta un recinto remoto. A los pocos minutos, todos los Aficionados rodean el sitio mientras los gánsteres intentar escapar frenéticamente con su banco. Esto acaba en una carrera de demolición, detienen a los estafadores y se incautan las pruebas.
El sábado siguiente, la congregación de Hill se reúne fuera de la iglesia vacía mientras él informa sobre las acusaciones realizadas a la multitud y sobre el cierre de la iglesia. Sin embargo, el Dr. Fulton interviene para asegurar que North Avenue tiene una nueva oportunidad en la vida, se reconstruirá. La banda joven vuelve a tocar y todos se alegran.

## Reparto
- Edward Herrmann como Rev. Michael Hill.
- Barbara Harris como Dña. Vickie Sims.
- Karen Valentine como Jane.
- Susan Clark como Anne Woods, secretaria de la iglesia.
- Cloris Leachman como Claire Porter.
- Douglas Fowley como D. Delaney Rafferty.
- Patsy Kelly como Dña. Rose Rafferty.
- Virginia Capers como Cleo Jackson.
- Herb Voland como Dr. Fulton, director del comité ejecutivo presbiteriano.
- Ruth Buzzi como Dr. Rheems
- Michael Constantine como Marv Fogleman.
- Steven Franken como Tom Voories.
- Carl Ballantine como Sam el sastre.
- Alan Hale, Jr. como Harry el Sombrero.
- Ceil Cabot como la mujer del banco.